# Jozef Ráž mladší
Jozef Ráž mladší (* 17. července 1979 Bratislava) je slovenský politik a podnikatel, od října 2023 ministr dopravy SR ve čtvrté vládě Roberta Fica.

## Život
Vystudoval mezinárodní podnikání na Ekonomické univerzitě v Bratislavě a právo na Bratislavské vysoké škole práva (dnes Panevropská vysoká škola).
Po promoci se zaměřil na kariéru ve státní službě. V letech 2005 až 2010 pracoval na ministerstvu obrany SR. Potom[kdy?] pracoval pro župana Bratislavského kraje Pavla Freša.
V březnu 2018 byl nominován na funkci slovenského ministra vnitra za stranu SMER – sociálna demokracia, ale tehdejší prezident Andrej Kiska jeho jmenování odmítl.
V říjnu 2023 se stal ministrem dopravy ve čtvrté vládě Roberta Fica.

### Osobní život
Je ženatý, má dvě dcery. Jeho otcem je zpěvák Jožo Ráž.